# Otto-Kandler-Haus
Das Otto-Kandler-Haus ist eine Schutzhütte der Sektion St. Pölten des ÖAV am Gipfel des 1195 m ü. A. hohen Hohensteins der Türnitzer Alpen. Die zwischen dem Pielachtal und Traisental befindliche Hütte ist von Mai bis Oktober an Wochenenden und Feiertagen bewirtschaftet.
Die Hütte liegt am niederösterreichischen Mariazeller-Wallfahrtsweg (Weitwanderweg 06) und ist Stützpunkt des Traisentaler Rundwanderweges 655.

## Geschichte
Das Otto-Kandler-Haus wurde 1905 von der „Alpine Gesellschaft D‘ Ennsecker“ aus Wien errichtet, nach einem verdienten Funktionär des Vereins benannt, und Anfang der 1930er-Jahre, nach anderen Angaben 1925, um einen Zubau erweitert. 1952 gaben die „Ennsecker“ die Betreuung und Verwaltung der Hütte und des dazugehörenden Wegenetzes der Sektion St. Pölten des ÖAV ab, da sie selbst wegen Auflösungstendenzen nicht mehr in der Lage waren. Die Geschichte der „Ennsecker“ als alpine Pioniere am Hohenstein endet schließlich 1955 mit dem Verkauf des Otto-Kandler-Hauses an die Sektion St. Pölten.
In den 1980er-Jahren erfolgte der Bau einer Forststraße durch den Grundeigentümer Stift Lilienfeld; dadurch entstand ein Zufahrtsmöglichkeit vom Talort Schrambach und dies erleichterte die Versorgung der Hütte wesentlich. 1987 (erneuert 2014/15) errichtete die damalige „NEWAG“ (heutige EVN) im Zuge eines Versuchsprojektes eine bis heute bestehende Photovoltaikanlage, mit der eine autarke Stromversorgung der Hütte sichergestellt wurde.
Ab 2002 wurde das zirka 55 km umfassende Wegenetz zum Otto-Kandler-Haus generalsaniert und anlässlich des hundertjährigen Bestandsjubiläums des Otto-Kandler-Hauses 2005 erfolgte auch eine Sanierung bzw. Neugestaltung des „Vorplatzes“ der Hütte.

## Anstiege
aus dem Traisental
- von Schrambach/Zögersbach
  - über am Norbert-Mader-Weg, 2½ Stunden
  - über Himmelalm, 2½ bis 3½ Stunden
- von Türnitz, 3 bis 3½ Stunden

aus dem Pielachtal
- von Kirchberg/P./Sois, 2½ bis 3½ Stunden
- von Tradigist/Schöngraben, 2½ Stunden